# Manuel Cerdà

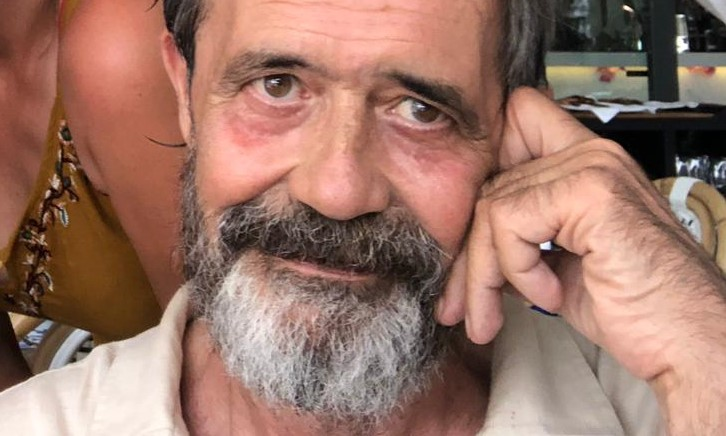
Manuel Cerdà

Manuel Cerdà Pérez (Muro de Alcoy, Alicante, 1954) es un historiador y escritor español.

## Biografía
Estudió Filosofía y Letras (sección Historia) en la Universidad de Valencia, donde se licenció, e hizo el doctorado en la Universidad de Barcelona. Fue director del Servicio de Publicaciones de la Diputación de Valencia (1981-1989). También fundó y dirigió el Centre d'Estudis de Història Local (1989-1995), entidad ligada a la Diputación de Valencia cuyo objetivo era promover la historiografía local y su renovación historiográfica. Especialmente relevantes fueron los tres coloquios internacionales de historia local que se llevaron a cabo: “L’espai viscut” (1988), “Els espais del mercat” (1991) e “Història local i societat” (1993). Las actas de los tres fueron editadas por el Centre: las de los dos primeros en la colección “Història local” y el tercero en la revista Taller d’història, la cual, como el Centre, desapareció tras las elecciones municipales de 1995, que dieron la victoria al Partido Popular. Entre 1997 y 2011 fue profesor del departamento de Historia del Arte de la Universidad de Valencia y, en la actualidad, es técnico del Museo Valenciano de Etnología.
Su libro Arqueología industrial de Alcoi (1980), escrito con R. Aracil y M. García Bonafé, fue la primera obra publicada en España sobre arqueología industrial, disciplina en la que ha realizado numerosos trabajos de investigación y publicado, además del libro citado, Enciclopedia Valenciana de Arqueología Industrial (1995), obra colectiva que codirigió con Mario García Bonafé, “una referencia obligada para el estudio de esta disciplina”, y Arqueología industrial: teoría y práctica (2008). Este último libro es una síntesis de sus investigaciones, que han desembocado en una metodología propia a partir de las distintas excavaciones arqueológico-industriales que ha dirigido, aspecto en el que es pionero. Entiende la arqueología industrial como un método más de la investigación histórica, por lo que defiende que los historiadores de la época contemporánea deberían estar también formados en el uso y tratamiento del registro material como fuente imprescindible y objetiva. Este posicionamiento le acerca a la forma británica de entender la disciplina, siendo su propuesta de delimitar cronológicamente su estudio al momento preciso del proceso de la industrialización en que la sociedad establece una nueva manera de organización a partir de las relaciones entre capital y trabajo, como resultado de la concentración fabril y la consiguiente separación entre productor y producto, asumida por el English Heritage en su Declaración sobre la política a seguir al respecto.
Ha sido también miembro fundador y presidente de la Associació Valenciana d’Arqueologia Industrial (AVAI), cuya creación se produjo a raíz de la celebración de unas jornadas sobre teoría y método de la disciplina que organizó el Centre Alcoià d’Estudis Històrics i Arqueològics en Alcoi en 1988. La AVAI y el Centre organizaron dos congresos internacionales de arqueología industrial en 1990 (Alcoi) y 1994 (Sagunt).
Es también autor de otros libros de historia, como Lucha de clases e industrialización (1980), Els moviments socials al País Valencià (1982) e Historia fotográfica del socialismo español (1983), este último –un volumen con 600 fotografías que recogen los acontecimientos personales y situaciones políticas más sobresalientes del socialismo histórico español entre 1868 y 1939– con M. García Bonafé y J.A. Piqueras.
Como autor polifacético que es, está asimismo muy interesado por la divulgación histórica y, para Editorial Prensa Valenciana ha dirigido, al tiempo que colaborado como autor, Historia del pueblo valenciano (1988) –obra en fascículos que se distribuyó a través del diario Levante-EMV con la que este superó los cien mil ejemplares de tirada –; Diccionario histórico de la Comunidad Valenciana (1992), 2 vols.; la guía cultural 52 Fines de semana. Rincones de la Comunidad Valenciana (2003), y Gran Enciclopedia de la Comunidad Valenciana (2005-2008), obra que consta de 18 volúmenes en la que colaboraron más de doscientos especialistas y alcanzó una difusión de cincuenta mil ejemplares.
Ha escrito, asimismo, el libro (ilustrado) para niños Jaume I  (1982, reedición 1988) y, en los últimos años, se dedica sobre todo a la novela, género en el que ha publicado El viaje (2014, nueva edición 2019), El corto tiempo de las cerezas (2016, nueva edición 2019) –novela ambientada históricamente en el siglo XIX– y Adiós, mirlo, adiós (Bye Bye Blackbird) (2016, nueva edición 2019), secuela de la anterior y centrada en los años que van del final de la Primera Mundial a la caída del Muro de Berlín, “una historia novelada, la misma que escribió Ken Follett en los tres tomos como tres ladrillos que constituyen la Trilogía del siglo, pero para mí mucho mejor (…) está mejor escrita, carece del tono didáctico y machacón de la trilogía de Follet, no tiene tanta paja y, sobre todo, tiene mucha más alma, más sentimiento, más emoción”. El corto tiempo de las cerezas y Adiós, mirlo, adiós se publicaron también de forma conjunta en un volumen con el título Tiempos de cerezas y adioses (2018). A finales de 2017 apareció Prudencio Calamidad, “una novela por momentos, social; por momentos, filosófica; por momentos, negra; bastante cuántica, pero en todo momento, muy divertida. Una novela que alterna las reflexiones acerca de lo real y lo fantástico con las aventuras que corren nuestros amigos en su afán por dejar de ser pobres aprovechando los poderes de Prudencio Calamidad, pero sin dejar rastro de dichos poderes. (…) una mezcla de cuento, gamberrada, tratado filosófico y metáfora para mostrarnos, de manera divertida y desenfadada, la situación actual de los que tienen muy poco”.
En 2020 publicó El hoyo, una novela que la crítica ha dicho que es “Una creación a la altura de los más reconocidos de la literatura contemporánea. […] Una joya literaria de esas con las que tropiezas de vez en cuando” , “una pequeña gran obra de culto que estaba esperando hacía tiempo”, “un desafío a la inteligencia y me atrevería a decir que ese ‘hoyo’ […] es como un espejo al cual nos asomamos y nos devuelve lo que realmente somos. […], “Un libro extremadamente inteligente y, además, escrito por alguien valiente, que lo ha escrito de forma y manera que no se ha fijado absolutamente en cómo escriben los demás, por dónde corre el agua o el viento”.
Su último libro publicado, Clase obrera e industrialización. Alcoi: El Petrolio (2023), retoma la investigación histórica. Se trata de una reescritura ampliada de su libro de 1980 Lucha de clases e industrialización. La formación de una conciencia de clase en una ciudad obrera del País Valencià (Alcoi: 1821-1873), Valencia, Almudín, 1980, en la que se centra especialmente en los hechos acaecidos en julio de 1873 en Alcoi, conocidos como el Petrolio.

## Obras. Títulos publicados
Historia. Principales publicaciones:
- Arqueología industrial de Alcoi (con Rafael Aracil y Mario García Bonafé). Alcoi: Ayuntamiento de Alcoi, 1980. ISBN 978-84-300-2243-4
- Lucha de clases e industrialización. La formación de una conciencia de clase en una ciudad obrera del País Valencià (Alcoi: 1821-1873). Valencia: Almudín, 1980. ISBN 978-84-300-2364-6
- Els moviments socials al País Valencià. Valencia: Institució Alfons el Magnànim, 1981. ISBN 978-84-00-04804-4
- Historia fotográfica del socialismo español. Valencia: Institución Alfonso el Magnánimo, 1984. ISBN 978-84-505-0750-8
- Historia del pueblo valenciano (dir.). Valencia: Editorial Prensa Valenciana, 1988, 3 vols. ISBN 978-84-404-3763-1
- Diccionario histórico de la Comunidad Valenciana (dir.). Valencia: Editorial Prensa Valenciana, 1992, 2 vols. ISBN 978-84-87502-30-9
- Enciclopedia valenciana de Arqueología Industrial (codirección con Mario García Bonafé). Valencia: Edicions Alfons el Magnànim-IVEI / Associació Valenciana d’Arqueologia Industrial, 1995. ISBN 978-84-7822-163-9
- Gran Enciclopedia de la Comunidad Valenciana (dir.), Valencia: Editorial Prensa Valenciana, 2005-2008, 18 vols. ISBN 978-84-87502-47-7
- Arqueología industrial: teoría y práctica. Valencia: Publicacions de la Universitat de València, 2008. ISBN 978-84-370-7203-6
- Clase obrera e industrialización. Alcoi: El Petrolio. Valencia: EdA, 2023. ISBN 978-84-09-51609-4

Novela:
- El viaje. Valencia: EdA, 2014. ISBN 978-84-616-7399-5
- El corto tiempo de las cerezas. Valencia: EdA, 2015. ISBN 978-84-606-9037-5
- Adiós, mirlo, adiós (Bye Bye Blackbird). Valencia: EdA, 2016. ISBN 978-84-617-4335-3
- Tiempos de cerezas y adioses. Valencia: EdA, 2018. ISBN 978-1981478903
- Prudencio Calamidad. Valencia: EdA, 2018. ISBN 978-1977764133
- El hoyo. Valencia: EdA, 2020.  ISBN 978-1977764133